# La Causa Radical
La Causa Radical (LCR) è un partito politico venezuelano volto alla classe operaia di ispirazione radicale e sindacalista, tuttavia opposta a Hugo Chávez. Anche se non ha più una vera presenza nazionale, resta un partito forte nella regione amministrativa Guayana, la più grande del Venezuela e confinante con l'omonimo Stato nazionale.